# Niemetal
Niemetal är en kommun i Landkreis Göttingen i förbundslandet Niedersachsen i Tyskland. 
Kommunen bildades 1 januari 1973 genom en sammanslagning av de tidigare kommunerna Ellershausen bei Münden, Imbsen, Löwenhagen och Varlosen.
Kommunen ingår i kommunalförbundet Samtgemeinde Dransfeld tillsammans med ytterligare fyra kommuner.